# Франц Волфганг фон Хоенцолерн
Франц Волфганг фон Хоенцолерн (на немски: Franz Wolfgang von Hohenzollern, * 1483/1484, † 16 юни 1517) от швабската линия на Хоенцолерните е граф на Хайгерлох от 1512 до 1517 г.
Той е най-възрастният син на Айтел Фридрих II (1452 – 1512) и съпругата му Магдалена фон Бранденбург (1460 – 1496), дъщеря на маркграф Фридрих III фон Бранденбург.
Той посещава с баща си имперските събрания във Вормс през 1495 г. и в Аугсбург през 1511 г. Франц Волфганг се жени през 1503 г. за принцеса Розина фон Баден (1487 – 1554), дъщеря на маркграф Христоф I фон Баден и Отилия фон Катценелнбоген.
Когато баща му умира през 1512 г., той го последва като граф на Хайгерлох, а брат му Айтел Фридрих III наследява графството Хоенцолерн.
След смъртта на Франц Волфганг през 1517 г. графиня Розина фон Баден получава като вдовишка резиденция дворец Хайгерлох и се омъжва през 1526 г. за Йохан фон Ов цу Вахендорф († 1571).

## Фамилия
Франц Волфганг и Розина фон Баден имат децата:
- Христоф Фридрих († 1535), 1517 – 1535 граф на Хайгерлох, ∞ Анна Релинген фон Халтенберг
- Йоахим († 1538), 1535 – 1538 граф на Хайгерлох
- Елизабет (* 1514, † 1573), ∞ ок. 1540 г. Ханс Вармунд фрайхер фон дер Лайтер (Йохан Христоф I дела Скала от Верона), господар на Амеранг (* 1509; † 14 април 1544)
- Хелена Елеонора († 1565), ∞ граф Кристоф фон Неленбург-Тенген († 1539)
- Анна (fl 1517), ∞ 1532 г. фрайхер Улрих Филип фон Хоензакс († 6 март 1585)
- Розина († сл. 1583, Щетен)